# 871 Amneris
871 Amneris eller 1917 BY är en asteroid i huvudbältet, som upptäcktes 14 maj 1917 av den tyske astronomen Max Wolf i Heidelberg. Den har fått sitt namn efter karaktären Amneris i operan Aida.
Asteroiden har en diameter på ungefär 8 kilometer och den tillhör asteroidgruppen Flora.